# Bartholomäus Burgmaier
Bartholomäus Burgmaier (* 1. Februar 1820 in Indersdorf; † 19. März 1884 in Pfarrkirchen) war ein deutscher Polizist und bayerischer Verwaltungsbeamter.

## Leben
Bartholomäus Burgmaier machte 1838 Abitur am (heutigen) Wilhelmsgymnasium München. Im Jahr 1840 wurde er in das Corps Bavaria München rezipiert, nach seinem Jurastudium war er zunächst Rechtspraktikant in Indersdorf. 1853 wurde er zum 1. Polizeikommissär der Polizeidirektion München ernannt. Durch allerhöchste Entschließung vom 16. Februar 1864 wurde er zum Bezirksamtmann von Pfarrkirchen ernannt. Er blieb bis 1884 im Amt.